# 连锁螺线
Lituus 螺线 是所有形式为
{\displaystyle r^{2}\cdot \theta =k}
的螺线。
其中k為非零的常數。
其角度θ和半径r的平方成反比。

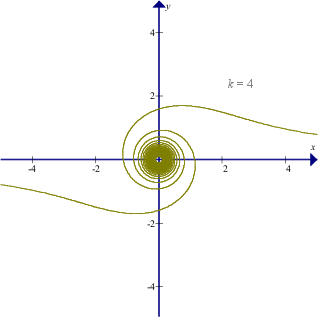
Lituus 螺线

连锁螺线依r符號的不同而有二個分支，以x軸為其渐近线。其拐点在
{\displaystyle (\theta ,r)=\left({\tfrac {1}{2}},\pm {\sqrt {2k}}\right).}
此曲線得名自古羅馬的利吐斯號，是由英國數學家羅傑·科茨寫在名為Harmonia Mensurarum的論文集中，在1722年寫成。

## 外部連結
- Hazewinkel, Michiel (编), , , Springer, 2001, ISBN 978-1-55608-010-4
- 埃里克·韦斯坦因. . MathWorld.
- Interactive example using JSXGraph （页面存档备份，存于）
- 約翰·J·奧康納; 埃德蒙·F·羅伯遜, ,  （英语）
- https://hsm.stackexchange.com/a/3181 on the history of the lituus curve.